# 핀레이슨 교회

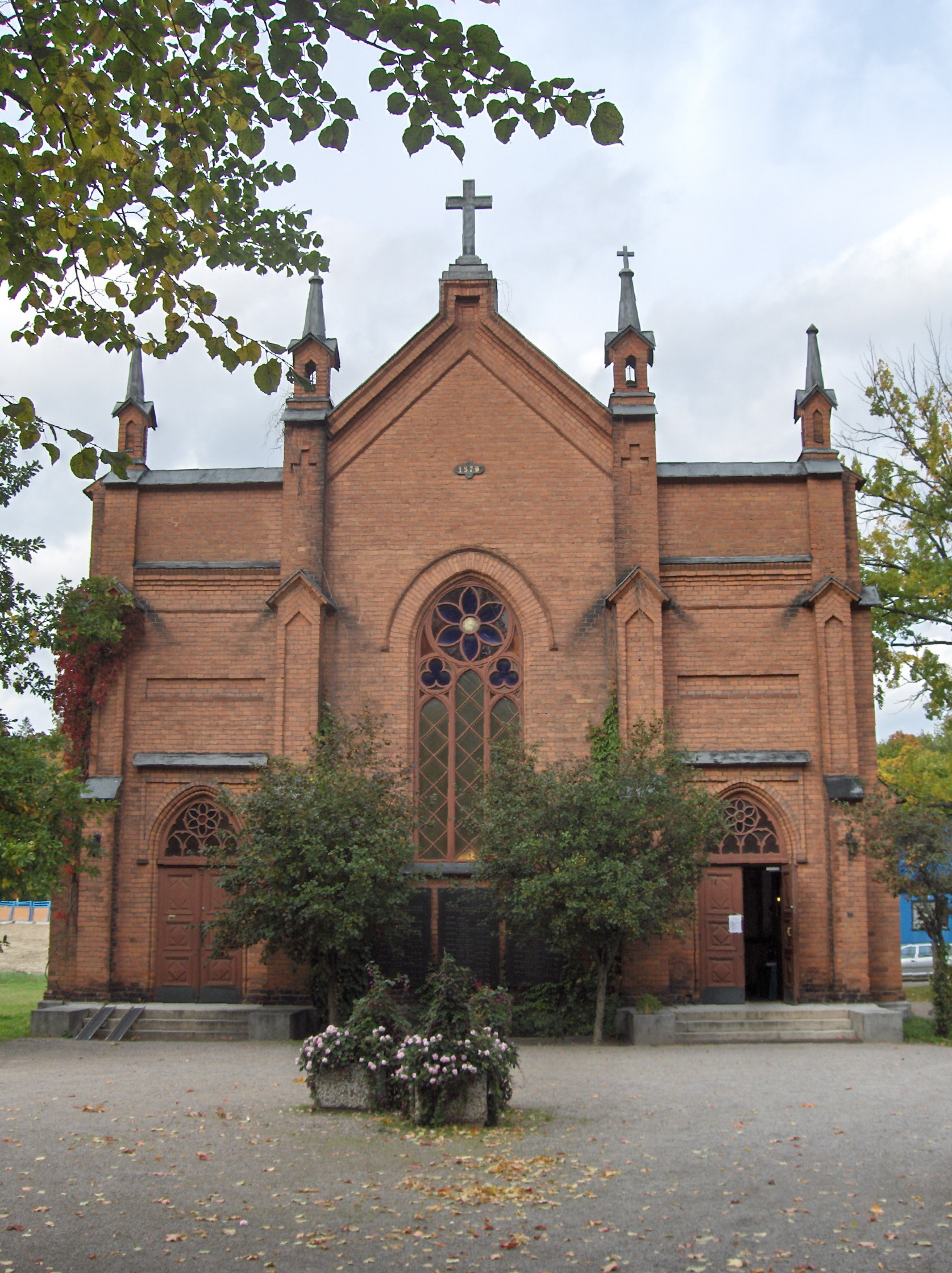

핀레이슨 교회(핀란드어: Finlaysonin kirkko 핀레이소닌 키르코[*])는 핀란드 탐페레 핀레이슨 공장단지 내에 있는 고딕 리바이벌 양식의 교회다. 현재 탐페레 복음 루터교 소속이며, 결혼식 장소로 인기높다. 교회당 내부엔 총 280명이 배석할 수 있다.
1879년 핀레이슨 제면소의 사원 복지 차원에서 지어졌다. 핀레이슨 직원들은 1970년대까지 매년 첫 업무일에 이 교회에서 예배를 보았다. 핀레이슨 제면소는 오랫동안 자체 목사와 전도사를 두었고, 1981년 핀레이슨사가 복음 루터교에 교회를 무상으로 넘긴 뒤로도 그 기부를 기려서 계속 핀레이슨 교회라고 불리고 있다.